# Locate (Unix)
locate é um comando dos sistemas operacionais unix-like que localiza arquivos em um banco de dados. Esses dados devem ser atualizados periodicamente usando o comando updatedb.